# Ранвиль-Брёйо
Ранви́ль-Брёйо́ (фр. Ranville-Breuillaud) — коммуна во Франции, находится в регионе Пуату — Шаранта. Департамент — Шаранта. Входит в состав кантона Эгр. Округ коммуны — Конфолан.
Код INSEE коммуны — 16275.
Коммуна расположена приблизительно в 380 км к юго-западу от Парижа, в 85 км юго-западнее Пуатье, в 36 км к северо-западу от Ангулема.

## Население
Население коммуны на 2008 год составляло 183 человека.
| 1962 | 1968 | 1975 | 1982 | 1990 | 1999 | 2008 |
| ---- | ---- | ---- | ---- | ---- | ---- | ---- |
| 243  | 240  | 211  | 193  | 180  | 177  | 183  |

## Экономика
В 2007 году среди 103 человек в трудоспособном возрасте (15—64 лет) 65 были экономически активными, 38 — неактивными (показатель активности — 63,1 %, в 1999 году было 61,0 %). Из 65 активных работали 54 человека (29 мужчин и 25 женщин), безработных было 11 (6 мужчин и 5 женщин). Среди 38 неактивных 11 человек были учениками или студентами, 12 — пенсионерами, 15 были неактивными по другим причинам.

## Фотогалерея

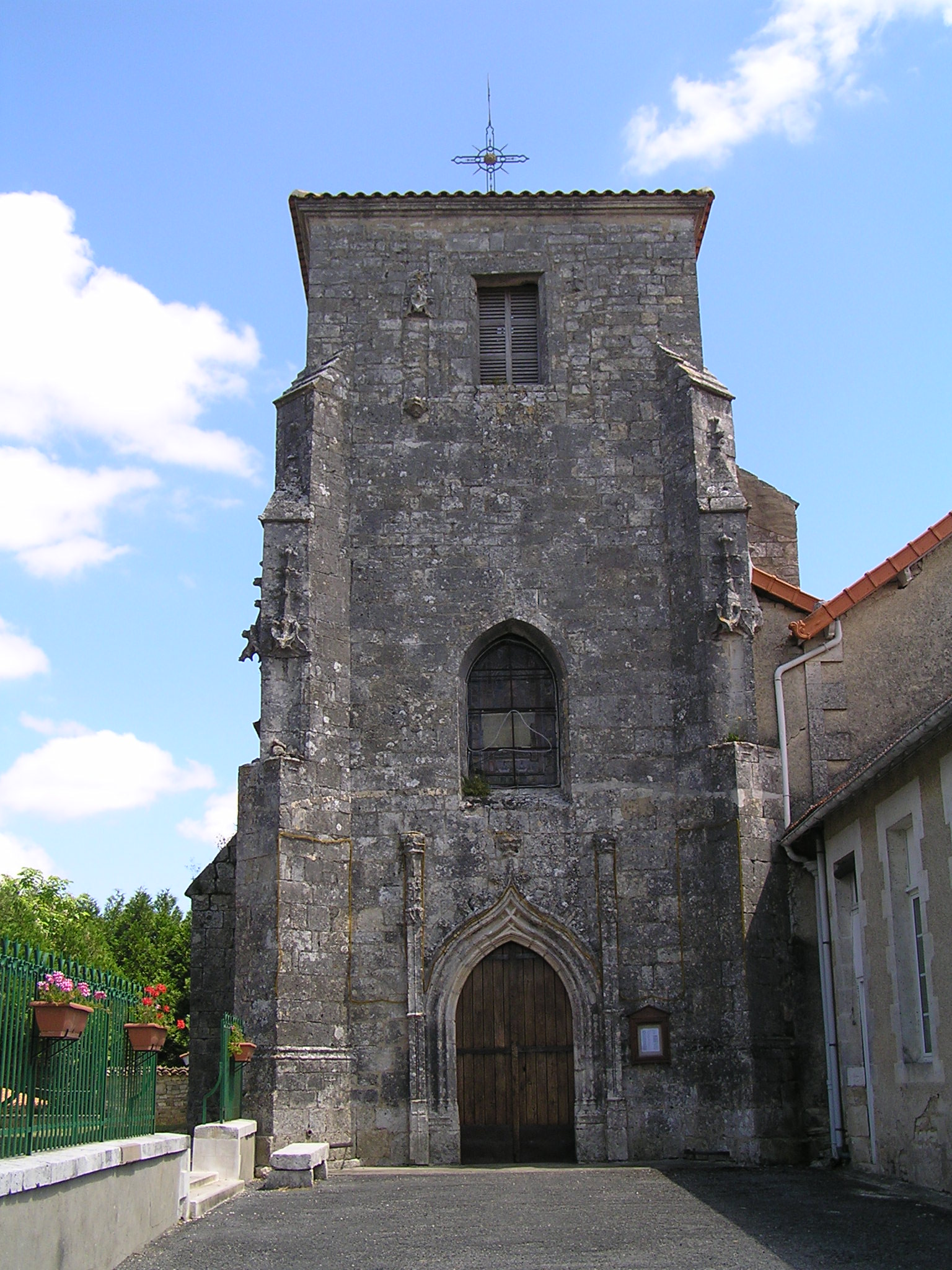
Церковь Нотр-Дам
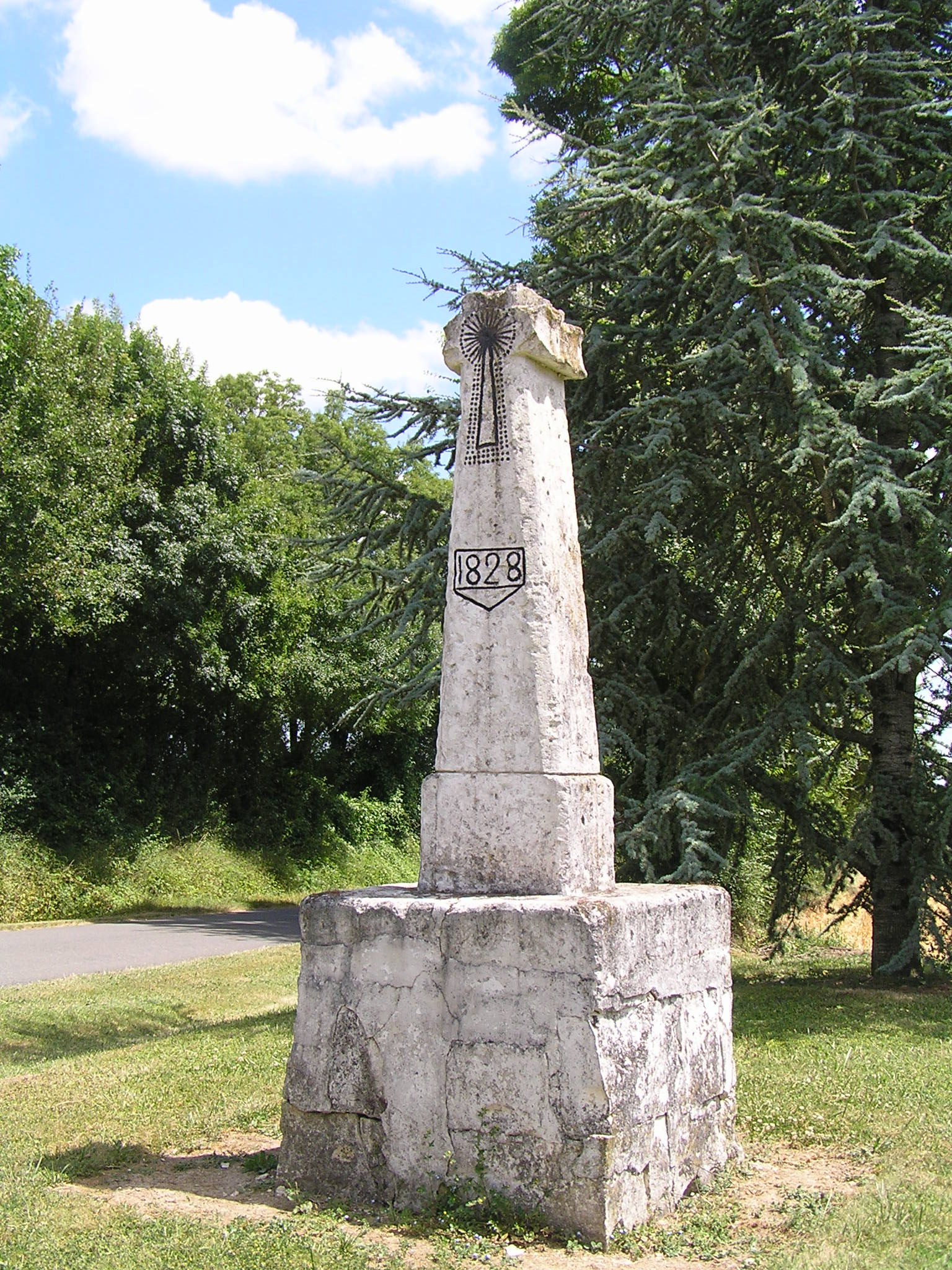
Придорожный крест
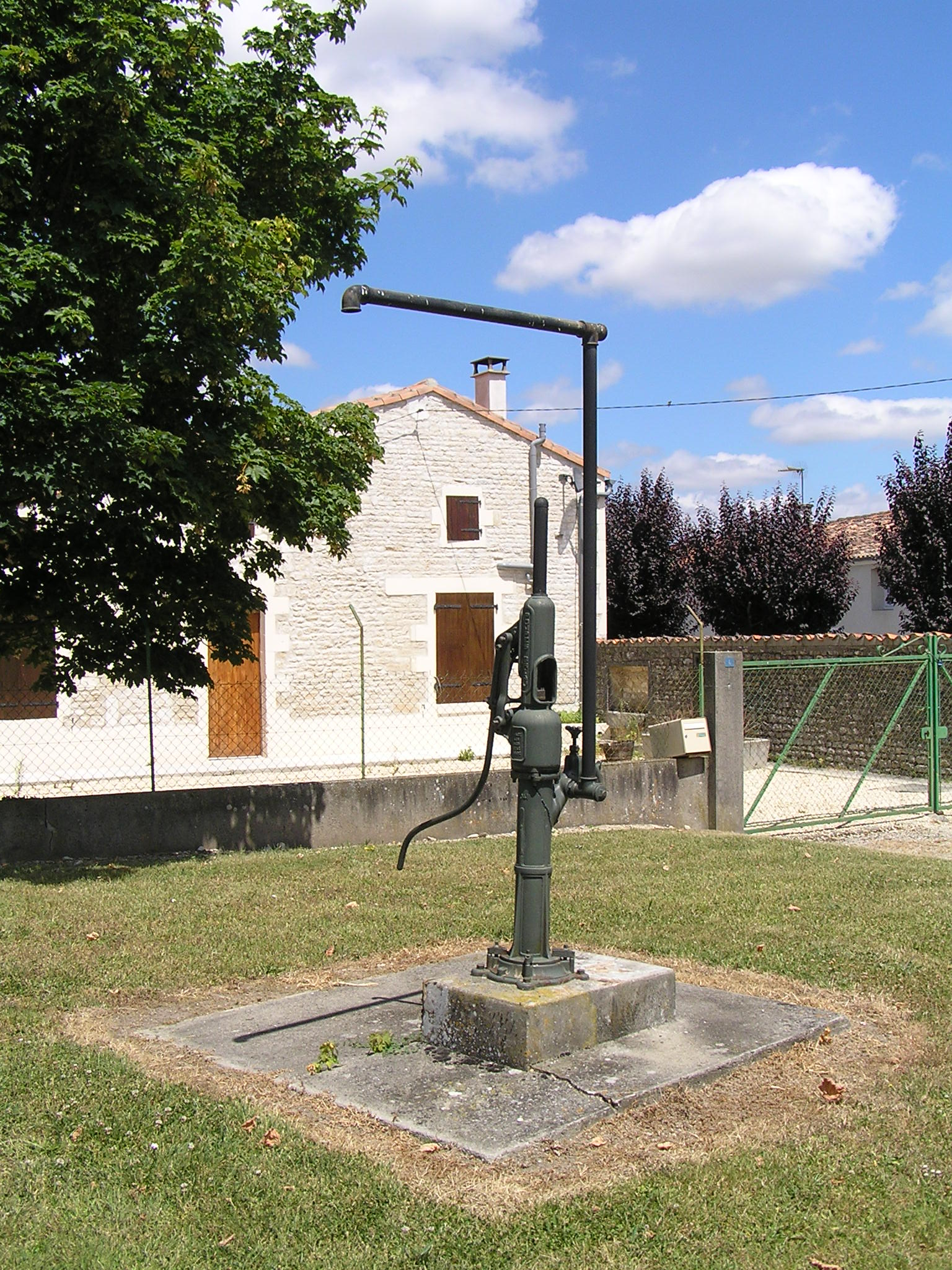
Водокачка